# Polská filmová škola
Polská filmová škola  je název proudu polské filmové tvorby rozvíjející se v letech 1955-1965. Tvůrci Polské filmové školy se stali mladí lidé, narození v 20. letech 20. století, jejichž společnou zkušeností byla válka a poválečná změna režimu.
Tvůrci tohoto proudu se inspirovali italským neorealizmem a odklonili se od estetiky kina socialistického realismu. Pokoušeli se o použití inovativních filmových prostředků. Témata, kterými se zabývali byly: analyzování následků druhé světové války, vnímání dějin jako uskutečnění špatného osudu a nenapravitelného historického neštěstí. Dále jsou pro tento proud příznačné: charaktery individuálních postav, jejich tragický osud a polské národní mýty.
Charakteristickým rysem Polské filmové školy bylo také vypracování unikátního vzorce filmové adaptace literárních děl. Zásah komunistické vlády v červnu roku 1960 omezil možnosti tohoto proudu až došlo k jeho ukončení. Ale na jeho tvorbu se v polském kině navázalo ještě mnohokrát.
S historií Polské filmové školy je úzce spjato filmové sdružení KADR, které sdružuje režiséry a scenáristy.

## Osoby
Mezi hlavní režiséry patřili:
- Wojciech Jerzy Has
- Jerzy Kawalerowicz (zakladatel a ředitel KADR-u)
- Tadeusz Konwicki (dramaturg KADR-u)
- Kazimierz Kutz
- Stanisław Lenartowicz
- Janusz Morgenstern
- Andrzej Munk
- Czesław Petelski
- Roman Polanski (v té době hlavně herec)
- Stanisław Różewicz
- Andrzej Wajda
- Jerzy Zarzycki

## Filmy
- Kanály (1956) - režisér Andrzej Wajda
- Człowiek na torzu (1956) - režisér Andrzej Munk
- Cień (1956) - režisér Jerzy Kawalerowicz
- Zimowy zmierzch (1956) - režisér Stanisław Lenartowicz
- Eroica (1957) - režisér Andrzej Munk
- Zagubione uczucie (1957) - režisér Jerzy Zarzycki
- Prawdziwy konec Wielkiej wojny (1957) - režisér Jerzy Kawalerowicz
- Popel a diamant (1958) - režisér Andrzej Wajda
- Ostatni dzień lata (1958) - režisér Tadeusz Konwicki
- Krzyże walecznych (1958) - režisér Kazimierz Kutz
- Pożegnanie (1958) - režisér Wojciech Jerzy Has
- Baza ludzi umarłych (1958) - režisér Czesław Petelski
- Pociąg (1959) - režisér Jerzy Kawalerowicz
- Lotna (1959) - režisér Andrzej Wajda
- Kulhavého štěstí (1960) - režisér Andrzej Munk
- Nikt ne Wola (1960) - režisér Kazimierz Kutz
- Rodný list (1961) - režisér Stanisław Różewicz
- Zaduszki (1961) - režisér Tadeusz Konwicki
- Ludzie z Pociągu (1961) - režisér Kazimierz Kutz
- Nůž ve vodě (1961) - režisér Roman Polanski
- Jak být milována (1962) - režisér Wojciech Jerzy Has
- Pasažérka (1963) - režisér Andrzej Munk
- Salto (1965) - režisér Tadeusz Konwicki